# Зоил I
Зоил I Дикайос (Праведный) (греч. Ζωΐλος Α ὁ Δίκαιος, д/н — 120 до н. э.) — индо-греческий царь Паропамисад и Арахозии в 130 до н. э.—120 до н. э. годах.

## Биография
Зоил I происходил из династии Евтидемидов. О его родителях достоверные сведения отсутствуют. После смерти в 130 году до н. э. индо-греческого царя Менандра I, воспользовавшись малолетством царя Стратона I и слабостью власти регентши Агафоклеи, сумел захватить Паропамисады, а потом Арахозию. Однако, возможно, в Арахозии Зоил I стал править после 150 года до н. э. Вероятно, что сначала был сатрапом Менандра I, а впоследствии подчинил эти земли.
Около 120 года до н. э. отбил попытку Стратона I отвоевать Паропамисады, после чего Зоил I перешел в наступление и отвоевал горные районы современного Пенджаба. После этого перенес столицу в Таксилу.
Выявлено значительное количество серебряно-никелевых тетрадрахм Зоила I, которые чеканились по аналогу Агафокла и Евтидема II. Вместе с тем стал чеканить двуязычные надписи — на древнегреческом языке и пали. Бронзовые монеты имели изображение, в которых прослеживается влияние юэчжи, захвативших Греко-Бактрийское царство. Анализ нумизматического наследия этого царя свидетельствует об определённом влиянии буддизма во времена Зоила I. Наследовал ему Лисий Аникет.